# ジャン・グージョン

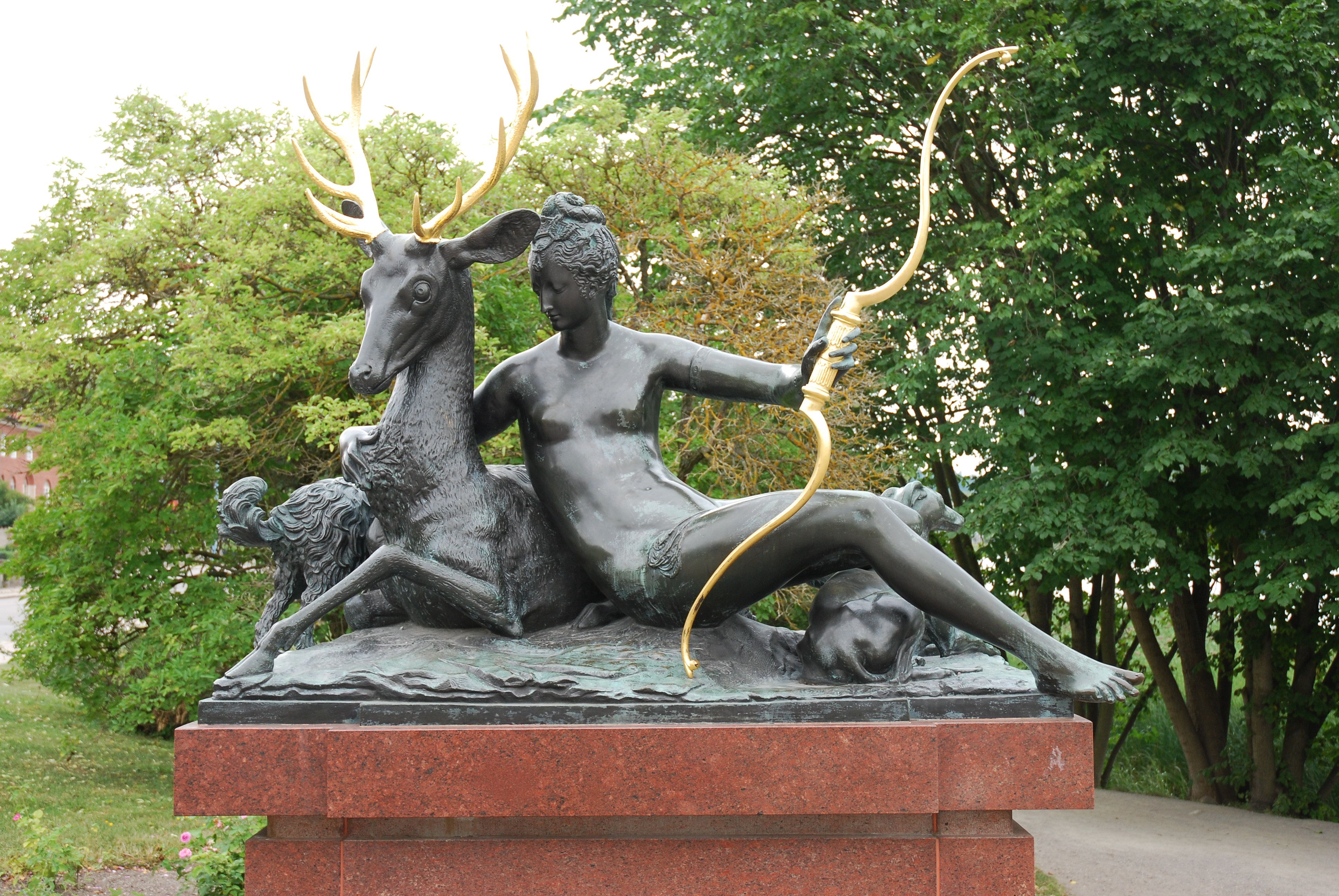
「鹿を抱くダイアナ」、ジャン・グジョンの作品を元にした複製ブロンズ彫刻（ルーブル美術館）

ジャン・グージョン（Jean Goujon、1510年頃生まれ、1564年頃から1569年に没）は、16世紀のフランスの建築家、彫刻家である。ルーブル美術館（ルーブル宮殿）にあるいくつかの有名な彫刻の作者として知られている。

## 略歴
生涯については余り知られていないが、おそらくノルマンディーの生まれで、イタリアで修行したと考えられている。1540年から1542年の間はノルマンディーのルーアンで働き、ルーアンのサン＝マクロー教会（Église Saint-Maclou de Rouen）やルーアンの聖堂（cathédrale Notre-Dame de Rouen）の装飾彫刻を制作した記録がある 。
1544年頃からパリで働き、パリのサン＝ジェルマン・ロクセロワ教会（Église Saint-Germain-l'Auxerrois de Paris）で建築家のピエール・レスコ（Pierre Lescot: c.1515-1578）と働いた。1544年から1547年にかけて、パリに近いエクアン（Écouen）のエクアン城（Château d'Écouen）で多くの仕事をした。1547年から新国王)アンリ2世（在位：1547年 - 1559年）に雇われ、1548年にはフランス北部のドルー（Dreux）近くのアネ城（Château d'Anet）で働いた。現在ルーヴル美術館に収蔵されている「ディアナの泉（Fontaine de Diane）」の像はアネ城のために制作され、長くグージョンの作とされてきたが。現在では、ジェルマン・ピロン（Germain Pilon: c.1525-1590）の作品である可能性が指摘されている。
1555年にエタンプに滞在中に理由は不明であるがで市当局に逮捕された記録があり、パリ裁判所の命令で、1555年9月に保釈された。
グージョンの最も有名な作品は、1555年から1562年にかけてルーヴル宮殿の拡張のためにピエール・レスコととも制作した装飾彫刻などで、マニエリスムのスタイルの人物彫刻を制作した。
記録に残るグージョンへの最後の報酬記録は1562年9月6日のもので、その後ボローニャに移ったと伝えられている。ユグノー教徒であり、強制的にボローニャを退去させられた可能性がある。1564年頃から1569年の間にボローニャで亡くなったと推定されているが、モデナで発見された裁判記録があり、1568年12月9日より前に死亡していたとされている。

## 作品

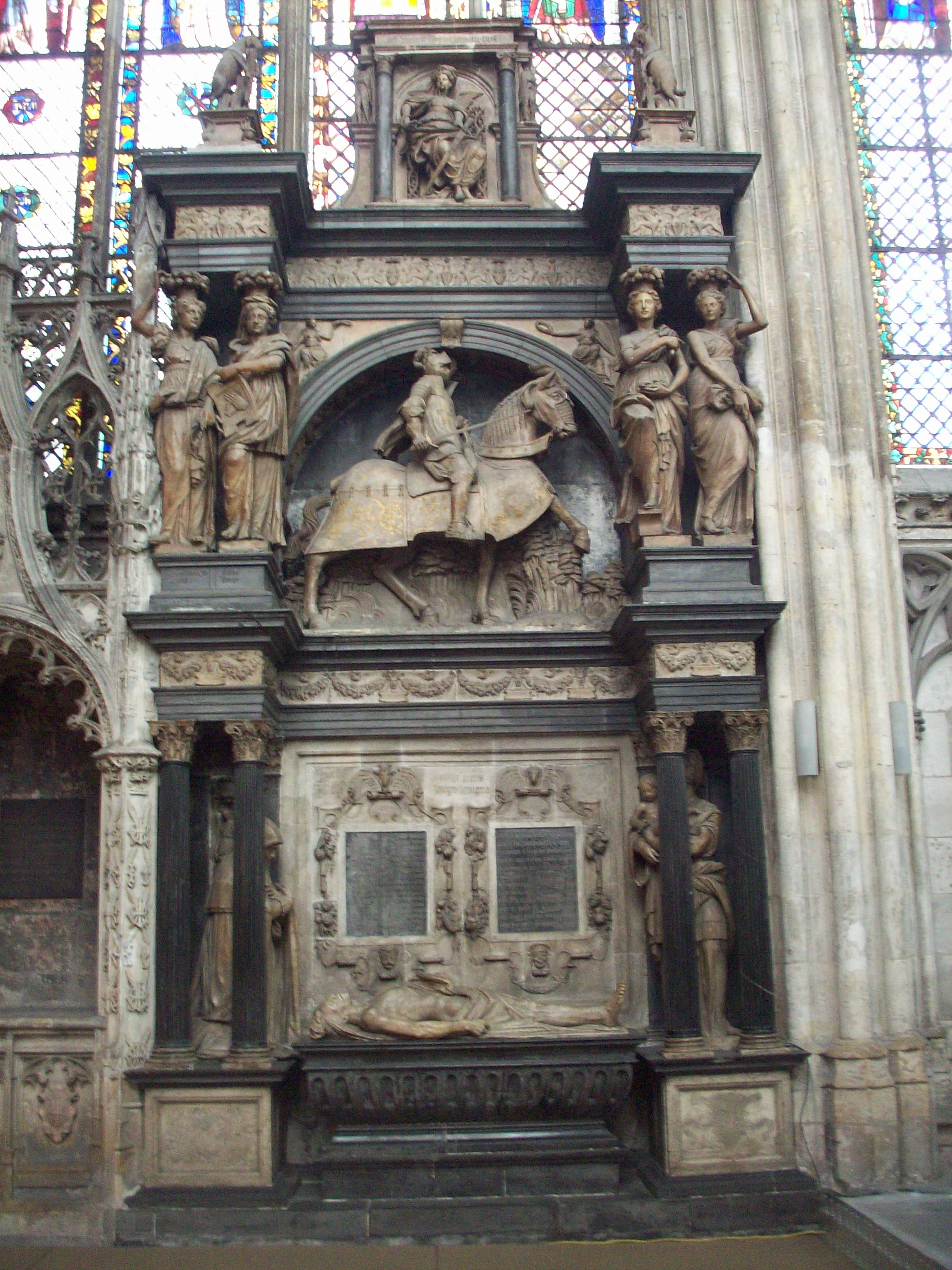
ルーアンの聖堂の装飾彫刻
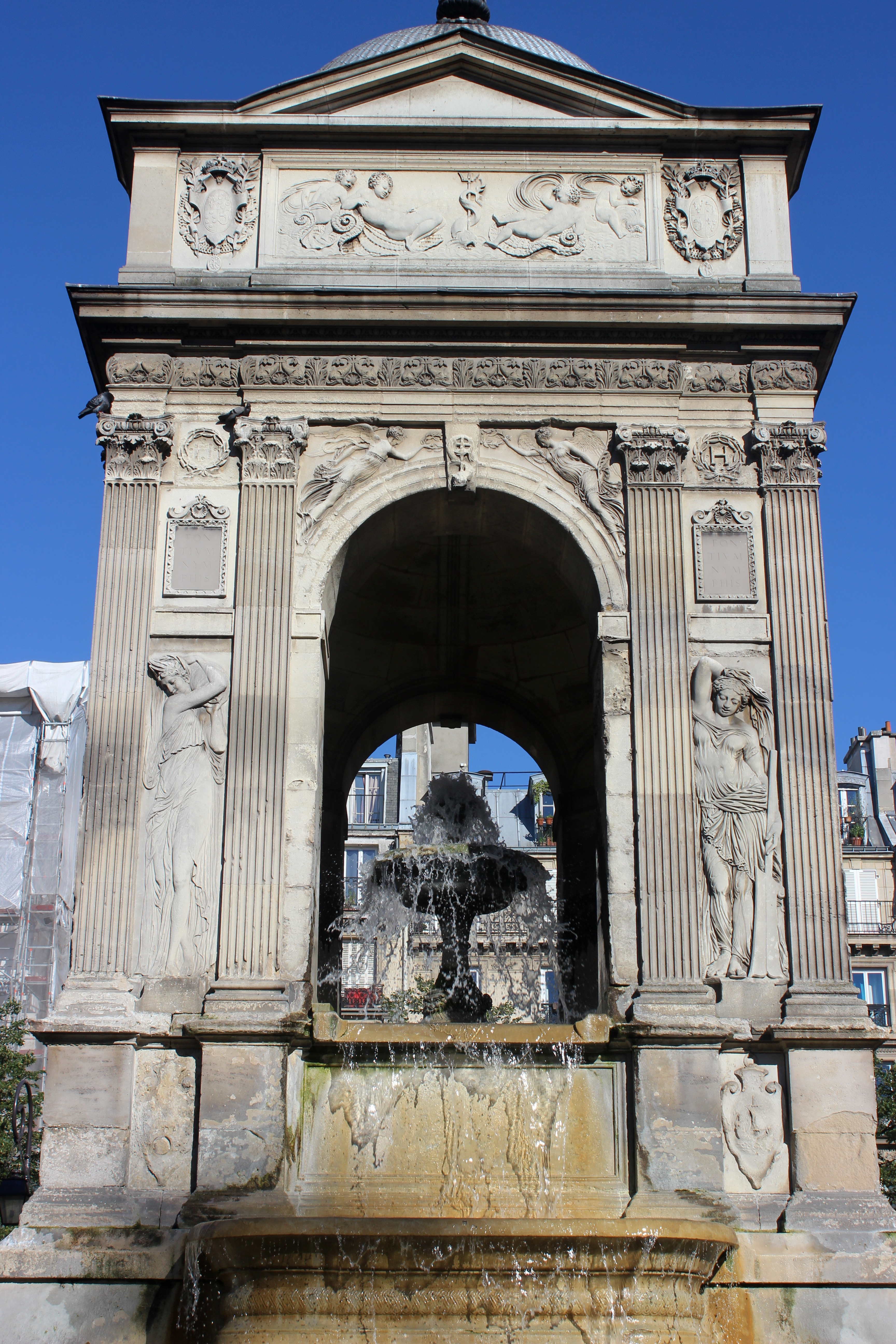
パリ、サンドニ通の「Fontaine des Innocents」
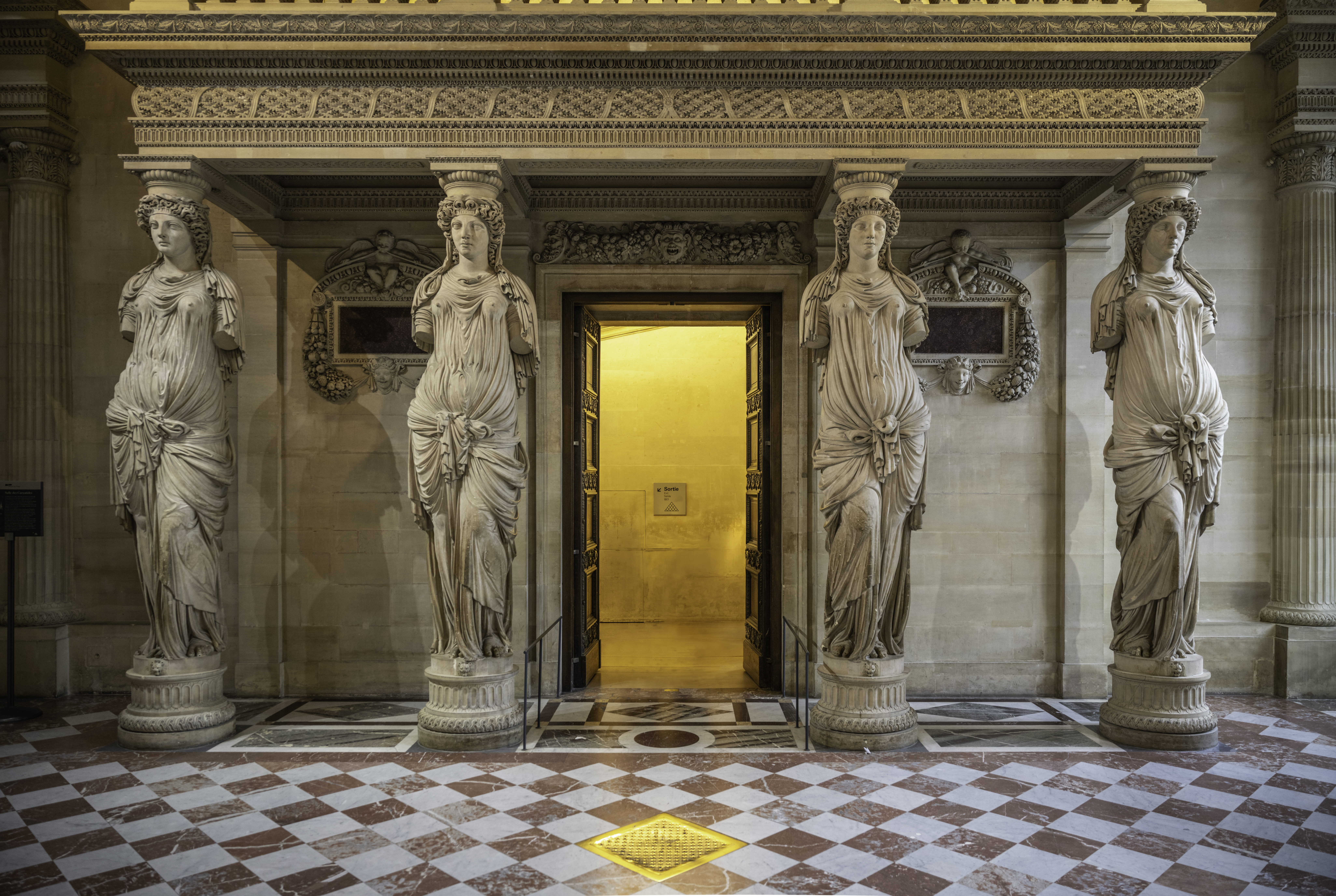
ルーブル宮殿の装飾彫刻
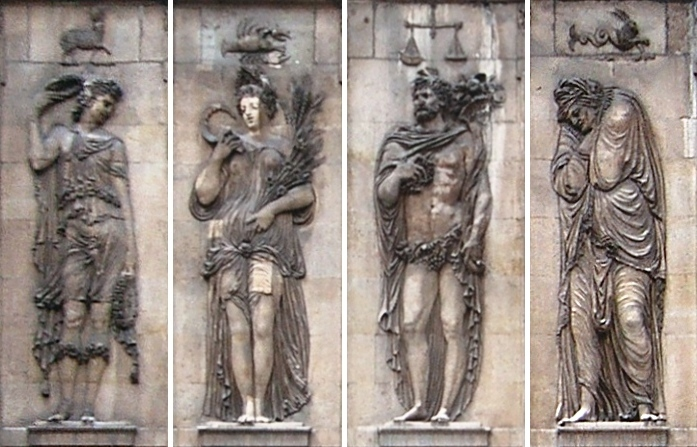
カルナヴァレ博物館の装飾彫刻